# Les Avirons
Les Avirons est une commune française, située dans le département en région de La Réunion.
Ses habitants sont appelés les Avironnais.

## Géographie

### Localisation
Limitrophe de Saint-Leu, Cilaos, Saint-Louis et L'Étang-Salé, la commune ne possède que 150 mètres de façade littorale. Le territoire de la commune se compose de trois parties distinctes : Les Avirons, ville située entre 300 et 400 mètres d'altitude, Le Tévelave village plus élevé (entre 800 et 900 mètres d'altitude), et le quartier de la Ravine Sèche à l'est, qui chevauche également la commune de l'Étang-Salé. Ces zones sont liées par un chemin départemental.

## Urbanisme

### Typologie
Les Avirons sont une commune urbaine, car ils font partie des communes denses ou de densité intermédiaire, au sens de la grille communale de densité de l'Insee,,,. Elle appartient à l'unité urbaine de L'Étang-Salé, une agglomération intra-départementale regroupant 2 communes et 25 774 habitants en 2022, dont elle est une commune de la banlieue,.
Par ailleurs, la commune fait partie de l'aire d'attraction de Saint-Paul, dont elle est une commune du pôle principal. Cette aire, qui regroupe 5 communes, est catégorisée dans les aires de 50 000 à moins de 200 000 habitants,.
La commune, bordée par l'océan Indien au sud-ouest, est également une commune littorale au sens de la loi du 3 janvier 1986, dite loi littoral. Des dispositions spécifiques d’urbanisme s’y appliquent dès lors afin de préserver les espaces naturels, les sites, les paysages et l’équilibre écologique du littoral, par exemple le principe d'inconstructibilité, en dehors des espaces urbanisés, sur la bande littorale des 100 mètres, ou plus si le plan local d’urbanisme le prévoit,.

## Histoire
L'origine du nom de la commune viendrait de la déformation d'un mot malgache « zavironné » signifiant « que l'on découvre de loin ». Le blason de la commune fait apparaître trois dodos blancs et deux avirons plantés dans la grève.
Les premiers colons s'installent près de la ravine Sèche vers 1719, lorsque Desforges-Boucher, garde-magasin de la Compagnie des Indes, obtient la concession du Gol. La zone est une section de Saint-Louis puis de L'Étang-Salé. La commune n'est créée que le 8 janvier 1894 en application de la loi du 11 juin 1893. Le 28 janvier 1894, la population choisit son conseil municipal composé de 21 membres. Antoine Hibon devient son premier maire en février 1894.

## Politique et administration
C'est Antoine Hibon, cultivateur, qui est nommé au poste de premier magistrat qu'il occupa jusqu'en mai 1900 où il fut remplacé par Clovis Mondon, propriétaire, personnage qui semble avoir joui dans la commune d'une certaine notoriété. Son premier adjoint, Henri Enault, cultivateur, lui succède en 1909. Il meurt en décembre 1910, emporté par une maladie.
Augustin Dupont est maire de janvier 1911 jusqu'à sa révocation par le ministre des Colonies, le 3 mars 1915. Joachim Cadet, son adjoint, le remplace jusqu'en novembre 1919 où Varin Nativel, né à Saint-Louis, propriétaire, est nommé maire. Après sa mort, Fortuné Gastellier lui succède le 26 novembre 1922. Sosthènes Rivière et Louis François Enault sont respectivement premier et deuxième adjoints.
En mai 1926, Louis François Enault dit « Joson », propriétaire né aux Avirons, gagne les élections municipales.
L'année 1930 voit l'arrivée à la mairie du radical-socialiste, Pierre Cadet, né à Saint-Louis (La Réunion), industriel. Il y restera jusqu'à sa démission en septembre 1942 à cause de son « âge avancé » et surtout de son état de santé mentale.
Par arrêté du 30 septembre 1942, le gouverneur Pierre Aubert le remplace par Sosthènes Rivière, commerçant. Ce dernier se rallie alors, comme beaucoup de maires réunionnais, à la décision prise en 1940 par le gouverneur Pierre Aubert de soumettre la colonie à l'autorité du maréchal Pétain. Il devra démissionner avec son conseil municipal à l'arrivée dans l'île de l'envoyé spécial du général Charles de Gaulle, le gouverneur André Capagorry. Dès janvier 1943, celui-ci met en place aux Avirons une délégation spéciale de quatre membres et un conseil de notables chargés de remplacer le maire et son conseil municipal démissionnaires. Cette délégation était composée de Adrien Cadet nommé président, Sosthènes Rivière, vice-président, Anatole Mondon et Flavien Rivière, membres. Le conseil de notables comprenait six personnes : Benjamin Dennemont, Clémencin Hébert, Roger Mondon, Léopold Rivière, Valère Vatel et Léo Vitry.
Les élections du 5 mai 1945 confirment Adrien Cadet à la direction de la mairie. C'est un modéré, membre du Rassemblement du peuple français. En octobre 1947, opposé au communiste Auguste Hoarau, il est réélu. Adrien Cadet décède en décembre 1961.
Henri Fort lui succède en février 1962. Lucas Maximin et Edouard Rivière sont choisis comme adjoints. Il restera à la mairie jusqu'en 1983.
C'est à cette date que Joseph Lacaille le remplace. En avril 1987, la dissolution de son conseil municipal oblige à des élections anticipées. La liste menée par Michel Dennemont l'emporte le 31 mai 1987, il est réélu en 1989, en 1995, en 2001, en 2008 et en 2014. Il est conseiller général depuis 1992.

## Démographie
L'évolution du nombre d'habitants est connue à travers les recensements de la population effectués dans la commune depuis 1961, premier recensement postérieur à la départementalisation de 1946. À partir de 2006, les populations de référence des communes sont publiées annuellement par l'Insee. Le recensement repose désormais sur une collecte d'information annuelle, concernant successivement tous les territoires communaux au cours d'une période de cinq ans. Pour les communes de plus de 10 000 habitants les recensements ont lieu chaque année à la suite d'une enquête par sondage auprès d'un échantillon d'adresses représentant 8 % de leurs logements, contrairement aux autres communes qui ont un recensement réel tous les cinq ans,.

En 2022, la commune comptait 11 445 habitants, en évolution de −0,23 % par rapport à 2016 (La Réunion : +3,33 %, France hors Mayotte : +2,11 %).
| 1961  | 1967  | 1974  | 1982  | 1990  | 1999  | 2006  | 2011   | 2016   |
| ----- | ----- | ----- | ----- | ----- | ----- | ----- | ------ | ------ |
| 4 118 | 4 547 | 4 863 | 5 150 | 5 935 | 7 172 | 9 180 | 10 705 | 11 471 |

| 2021   | 2022   | - | - | - | - | - | - | - |
| ------ | ------ | - | - | - | - | - | - | - |
| 11 434 | 11 445 | - | - | - | - | - | - | - |

## Infrastructures
On trouve sur le territoire communal des écoles, un collège public, le collège Adrien-Cadet, qui accueille les élèves originaires des Avirons et du village voisin du Tévelave. On y trouve également un lycée public d'enseignement général, technologique et professionnel, le lycée des Avirons, qui comptait 1 100 élèves à la rentrée 2005. On y trouve également plusieurs commerces de proximité, un supermarché idéalement situé au centre-ville. La commune avironnaise compte quatre stades également proche du centre-ville.

## Culture et patrimoine

### Lieux de cultes

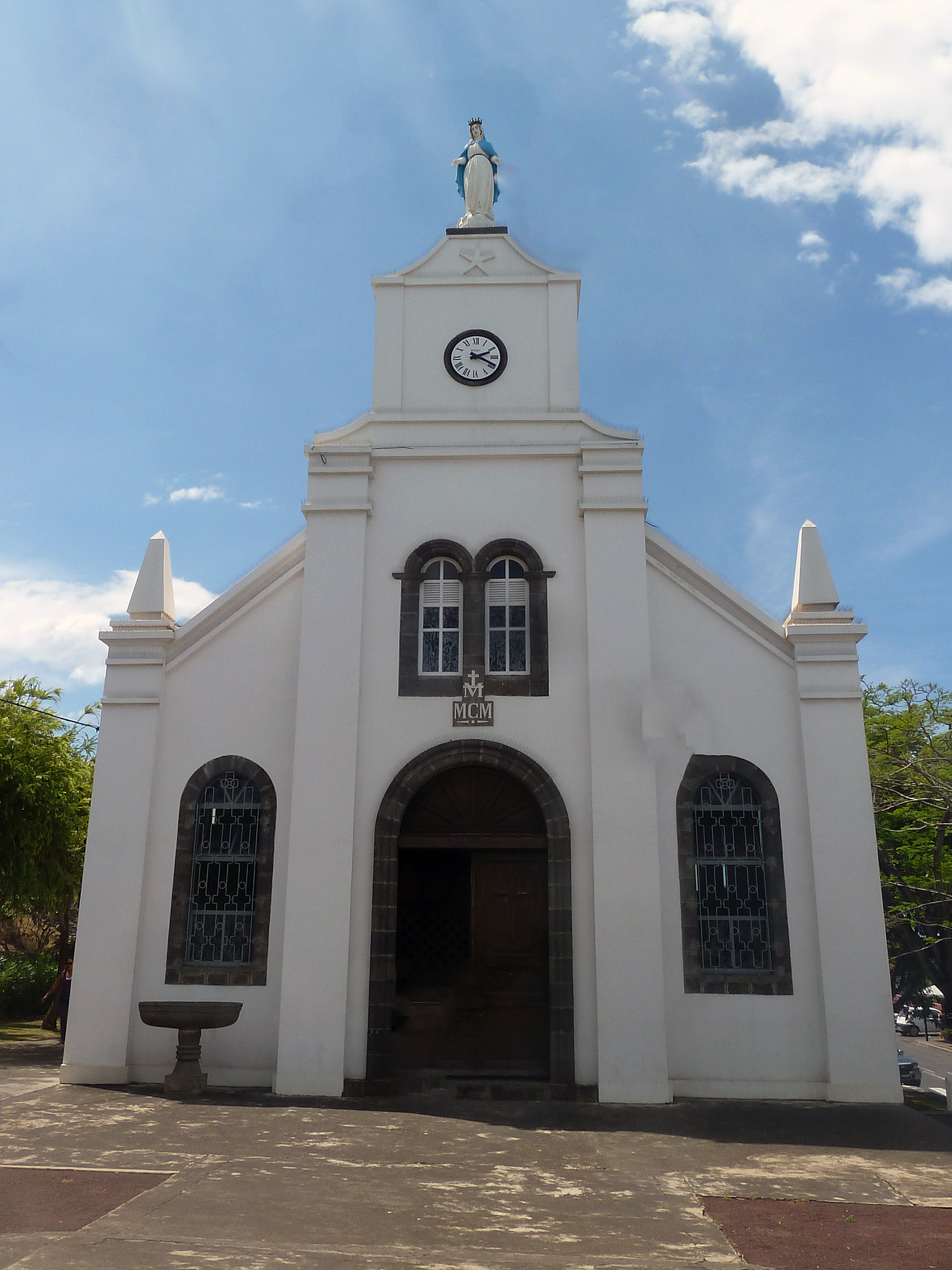
Église de l'Immaculée-Conception.

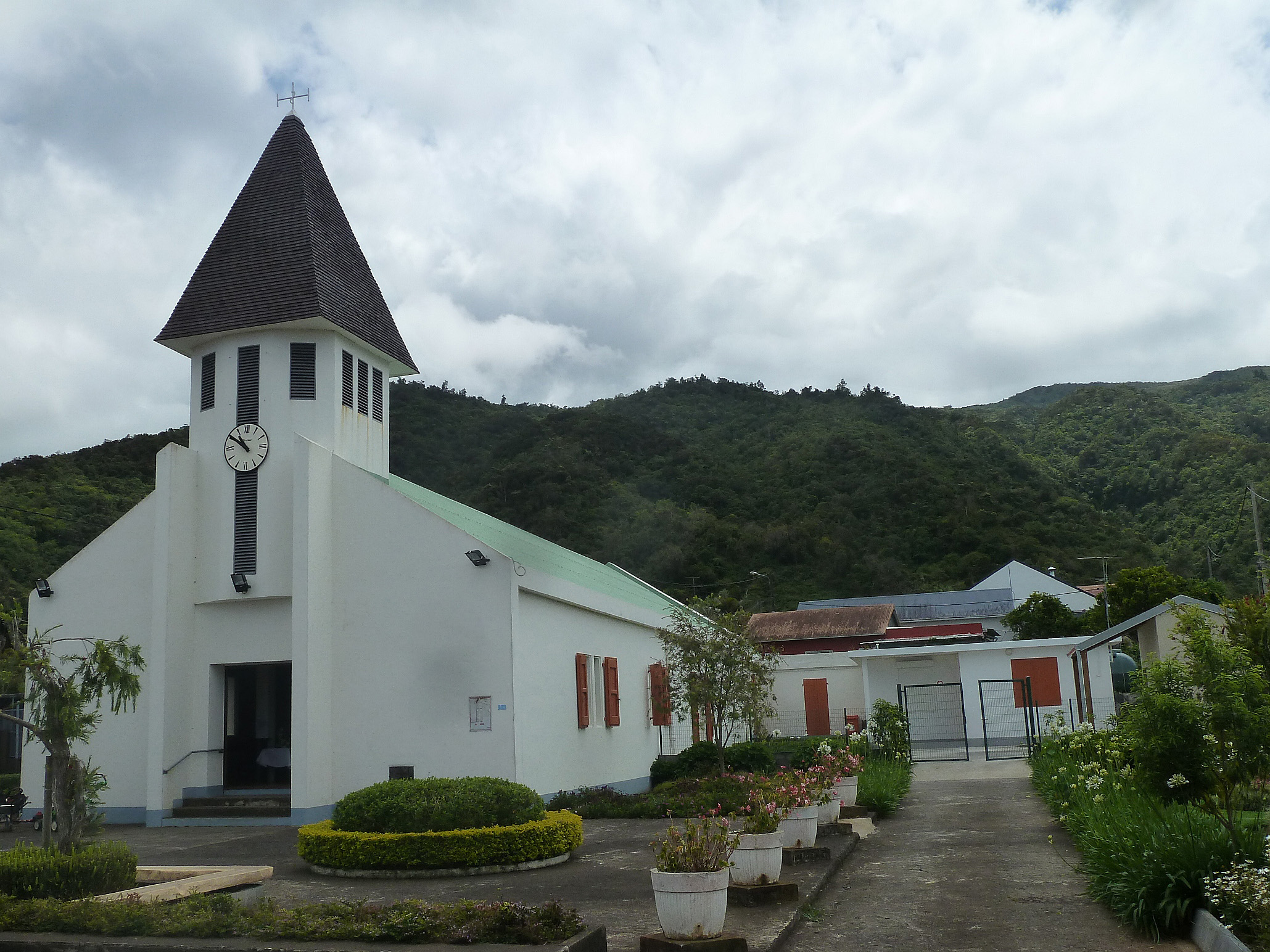
Église Saint-Joseph du Tévelave.

- Église de l'Immaculée-Conception des Avirons. L'église est dédiée à l'Immaculée Conception.
- Église du Très-Saint-Sacrement de Ravine Sèche. L'église est dédiée au Saint Sacrement.
- Église Saint-Joseph du Tévelave. L'église est dédiée à saint Joseph.
- Chapelle Notre-Dame-du-Grand-Large du carmel des Avirons.

### Personnalités liées à la commune
- L'histoire des Avirons est marquée par la figure du père Martin, nommé curé le 22 avril 1879. Il entreprend la conversion des travailleurs immigrés hindous et tente par ailleurs de leur dispenser l'instruction publique chère à la République. Arrêté par la gendarmerie, il lui prédit un triste sort. Peu après, un gendarme fait une chute mortelle de cheval. Le père Martin en est réduit à donner la messe dans un souterrain du Tévelave.
- Thérésien Cadet (1937-1987), botaniste, était originaire de la commune, et plus précisément du Tévelave.
- Élodie Lebon, Miss Réunion 2005, 3e dauphine de Miss France.
- Deux footballeurs sont originaires de la commune : David Ferrere et Francis Coquelin.
- Louis Bénard, résistant, Compagnon de la Libération.

### Héraldique
| Blason | Blasonnement : D'azur à deux avirons d'or passée en sautoir accompagnés de trois dodo d'argent un en chef et deux en pointe. |